# Richard Wüerst
Richard Ferdinand Wüerst, född 22 februari 1824 i Berlin, död där 9 oktober 1881, var en tysk musiker. 
Wüerst var elev till Hubert Ries, Ferdinand David och (1843) Felix Mendelssohn, vilken han sedan gjorde till sin uteslutande förebild. Efter en studieresa i Tyskland, Belgien och Frankrike hamnade han 1847 i Berlin, där han bildade en stråkkvartett, 1856 blev kunglig musikdirektor, 1874 professor och 1877 medlem av Akademie der Künste, varjämte han från 1858 undervisade i Theodor Kullaks musikkonservatorium, redigerade "Neue Berliner Musikzeitung" (1874–75) samt skrev ansedda kritiker i "Berliner Fremdenblatt". 
Wüerst komponerade sju operor, av vilka ingen lyckades hålla sig uppe någon tid. Större spridning vann hans kantat Der Wasserneck, en prisbelönt symfoni samt en del sånger.